# Epidromia lienaris
Epidromia lienaris là một loài bướm đêm trong họ Erebidae.